# Ludwig Römer
Ludwig Römer (* 26. August 1897; † 23. März 1989 in Bremen) war ein Bremer Politiker (SPD) und Mitglied der Bremischen Bürgerschaft.  

## Biografie
Römer war als Schlosser in Bremen tätig.
Er war Mitglied der SPD.
Vom November 1946 bis 1951 war er Mitglied der ersten und zweiten  gewählten Bremischen Bürgerschaft und in Deputationen der Bürgerschaft tätig. 